# GSEE
A GSEE (em grego : ΓΣΕΕ - Γενική Συνομοσπονδία Εργατών Ελλάδος, translit. GSEE - Genikí Synomospondía Ergatón Elládos; em português, Confederação Geral dos Trabalhadores Gregos) é uma  confederação sindical grega fundada em 1918. É afiliada à  Confederação Europeia dos Sindicatos e à Confederação Sindical Internacional.